# Amt Meyenburg
Urząd Meyenburg (niem. Amt Meyenburg) – urząd w Niemczech, leżący w kraju związkowym Brandenburgia, w powiecie Prignitz. Siedziba urzędu znajduje się w mieście Meyenburg.
W skład urzędu wchodzi pięć gmin:
1. Gerdshagen
2. Halenbeck-Rohlsdorf
3. Kümmernitztal
4. Marienfließ
5. Meyenburg